# Jean de Dieu-Raymond de Boisgelin de Cucé
Jean-de-Dieu Raymond de Boisgelin de Cucé, nacido el 27 de febrero de 1732 en Rennes y fallecido el 22 de agosto de 1804 en Angervilliers, es un prelado y escritor francés.

## Biografía
Es hijo de Renaud Gabriel de Boisgelin, marqués de Cucé. </ref>, presidente de mortero en el Parlamento de Bretaña, barón de la Roche Bernard, representante de la rama más joven de la familia, y de Jeanne Françoise Marie du Roscoët. Es cuñado de Charles Eugène de Boisgelin y primo de Louis de Boisgelin.

### Una deslumbrante carrera episcopal bajo Luis XV
Estudió en el séminaire de Saint-Sulpice y en la Sorbonne. En 1758, presente en Roma en el momento del cónclave que eligió a Clemente XIII, dejó un relato escrito encontrado después de su muerte.
Nombrado obispo de Lavaur el 23 de diciembre de 1764, fue consagrado el 28 de abril de 1765. Pronunció las oraciones fúnebres de delfín en 1765, de rey Estanislao en 1766 y del dauphine en 1769.
El 4 de noviembre de 1770, fue trasladado a la arquidiócesis de Aix, donde se distinguió por su benevolencia durante una comida escasez de la que Aix-en-Provence sufrió en 1772: obtuvo del controlador general de finanzas Joseph Marie Terray, el derecho a importar trigo.
Su sede episcopal también le confirió un papel político ya que presidió los Estados de Provenza: hábil administrador, dotó a Provenza de una red de carreteras y comenzó la construcción de lo que sería, más tarde, el Canal de Provence. Fundó, en Lambesc, un establecimiento educativo especialmente destinado a niños de familias pobres.
Gran orador, desempeñó un papel importante en las asambleas del clero y el 11 de junio de 1775, durante la coronación de Luis XVI, pronunció un discurso sobre la pobreza. , que es aplaudido.
Cultivando las letras con éxito, fue elegido miembro de la Academia Francesa, en 1776.
En 1787, fue elegido miembro de la Asamblea de Notables.

### Revolución Francesa
Elegido diputado del clero del senechaussee de Aix en los Estados Generales de 1789, votó a favor de la abolición de los privilegios y la distribución equitativa del impuesto.
Sin embargo, defiende los derechos de propiedad del clero. Preside la asamblea del 23 de noviembre al 4 de diciembre de 1789, y propone un sacrificio de 400 millones en nombre del clero. En nombre de sus colegas en el episcopado, diputados como él, animó a Luis XVI a sancionar la constitución civil del clero mientras negociaba concesiones con la Santa Sede. En sus discursos y en su "Exposición de Principios", aprobada por todo el episcopado, tiende "menos a demostrar la inadmisibilidad de las reformas propuestas que la imposibilidad de ejecutarlas sin el consentimiento y la concurrencia de la Iglesia". Su intervención ante el rey fue decisiva en la aceptación de la Constitución Civil del Clero, y su posición personal quedó tanto más desestabilizada por la condena papal. Emigró a Inglaterra después de su promulgación.